# Quexco
Quexco (ou Quexco Incorporated) est une multinationale créée par des capitaux privés (Corporation' dans le droit américain) dans le domaine de la métallurgie. Le siège de la corporation est basé à Dallas au Texas (États-Unis) ; avec des bureaux (en 2012) aux États-Unis, en Allemagne, France, Italie, Royaume-Uni et en Autriche.

## Activités
Elle est spécialisée dans la collecte, le rachat et la seconde fusion des métaux non ferreux et plus particulièrement dans le recyclage du plomb de batteries, mais le groupe Quexco exploite 17 fonderies/raffineries de métaux non ferreux et des usines affinant ou produisant de l'aluminium, de l'acier et du zinc, disposant de deux laminoirs d'acier et d'autres entreprises liées aux plastiques et mines.

## Histoire, économie
Dans le domaine du plomb, par le jeu des fusions acquisitions la Corporation Quexco a rapidement grandi, dont en achetant des fonderies européennes (par exemple en Allemagne à Metallgesellschaft en 1995) atteignant en 1997 un chiffre d'affaires d'environ $ 219 millions dans le monde et inquiétant les autorités américaines de régulation de la concurrence quand elle a voulu racheter une filiale de Dunlop (Pacific Dunlop GNB Corporation (ou "GNB") qui l'aurait mise en position de monopole et par là de violation de la législation américaine en Californie dans un secteur (recyclage et fusion du plomb) en concentration continue dans le monde, avec une augmentation des prix du plomb en dépit d'un nombre réduit d'usages en raison de sa toxicité).

## Environnement
Le plomb est l'un des métaux les plus toxiques, et pour cette raison les fonderies de plomb de Cuexco ou de ses filiales soumis à une réglementation particulière aux États-Unis ou dans d'autres pays, sous l'égide du Resource Conservation & Recovery Act ("RCRA") aux États-Unis.

## Filiales
Les unités d'exploitation et filiales ou groupes affiliés de Cuexco sont principalement répartis aux États-Unis, en Europe et en Afrique du Sud. 
- Eco-Bat Technologies Ltd récemment créée (basée au Royaume-Uni, mais qui opère dans toute l'Europe, en Afrique du Sud et en Asie) et qui s'auto-présente en 2011 comme leader mondial pour le plomb de seconde fusion et le premier groupe à être opérationnel pour le recyclage en boucle fermée du plomb (pour les batteries plomb-acide)[7].
- RSR Corporation (laboratoire et ancienne unité de recherche et développement), qui détient l'une des deux fonderies de Californie (City of Industry, Californie)[6] et qui est devenu l'un des plus grands fondeurs de plomb aux États-Unis, qui opère aussi dans l'Indiana, l'État de New-York et au Texas.

## Produits
Outre du plomb pur sous diverses formes, le groupe produit 
- des alliages plomb bismuth[7]
- plomb mou (doux) et superdoux (SuperSoft) [7]
- des alliages plomb-calcium, plomb-argent, plomb-étain[8], plomb-sélénium et des alliages baryum/strontium[7]

Les résidus issus du recyclage (acide sulfurique issu des batteries, polypropylène, sulfate de sodium, zinc, aluminium, minéraux industriels, et autres matières plastiques et polyfoams sont vendus comme nouvelles matières premières.

## Résultats financiers
Quexco Incorporated aurait eu un chiffre d'affaires de 57,4 millions de dollars en 2011 (estimation).
Quexco serait devenue une « compagnie dormante » (a dormant company), et aurait transféré son activité vers sa filiale Eco-Bat Technologies. 